# Anibontes
Genre
Anibontes est un genre d'araignées aranéomorphes de la famille des Linyphiidae.

## Distribution
Les espèces de ce genre sont endémiques des États-Unis.

## Liste des espèces
Selon World Spider Catalog (version 16.5, 25/07/2015) :
- Anibontes longipes Chamberlin & Ivie, 1944
- Anibontes mimus Chamberlin, 1924

## Publication originale
- Chamberlin, 1924 : Descriptions of new American and Chinese spiders, with notes on other Chinese species. Proceedings of the United States National Museum, vol. 63, no 13, p. 1-38.